# Jardín botánico de La Rioja
El jardín botánico de La Rioja es un jardín botánico situado en la comunidad de La Rioja, España. Se abrió en el año 2005 y ocupa una extensión de unos 20 000 metros cuadrados que dan cabida a una amplia variedad de árboles y plantas procedentes de diferentes lugares del mundo. 

## Localización
Se encuentra en un lateral de la carretera Nacional 120 (Burgos - Logroño), en el km 32, entre las localidades de Hormilla y Azofra, dentro de la comunidad de La Rioja.
El visitante debe tomar el desvío hacia Azofra, localizar el albergue de peregrinos, que se encuentra en esta población y avanzar por el camino Viejo de Azofra a Hormilla que lleva directamente al botánico.

## Historia
Este jardín botánico es fundamentalmente obra de Antonio Bartolomé que empezó a cultivar el terreno que hoy compone el primer jardín botánico de La Rioja en la década de 1980. A su iniciativa se han ido sumando esfuerzos que han culminado en la apertura de este jardín botánico que tuvo lugar en el 2005.

## Colecciones
Abierto del 1 de marzo al 31 de octubre, de 10.00 a 13.00 horas. Del 1 de mayo al 15 de septiembre hay horario de tarde, de 17.30 a 19.00
La entrada cuesta 4.50 euros.
Las plantas que aquí se exponen proceden de varias zonas del mundo. Muchas de ellas provienen del Oriente Medio, de la zona entre el Tigris y el Éufrates.
El terreno se ha distribuido en siete zonas que albergan unas 600 especies:
- La Arcería
- Los Manzanos
- La Rosaleda
- La Laguna
- El Olivar
- La Alameda
- El Invernadero

Aunque hay tres guías, todo está preparado para que la visita pueda realizarse libremente siquiendo los senderos de hierba. Unos carteles informativos explican el nombre, la familia, las propiedades y los cuentos que giran en torno a cada planta. Todas tienen un historial informatizado.
Aunque las condiciones climáticas y el terreno arcilloso no son las mejores para la salud de las plantas, estas se suplen con un esmerado cuidado.
También se ha dejado una parte del terreno sin cultivar para que se desarrolle la naturaleza propia de la zona en todo su esplendor.
Otra colección, invisible al público, se mantiene congelada para hacer frente a una posible catástrofe ecológica.

## Equipamientos
Ofrecen distintos paisajes y lugares de descanso, entre ellos, una zona de ocio y una pequeña tienda.